# Shawnee State University

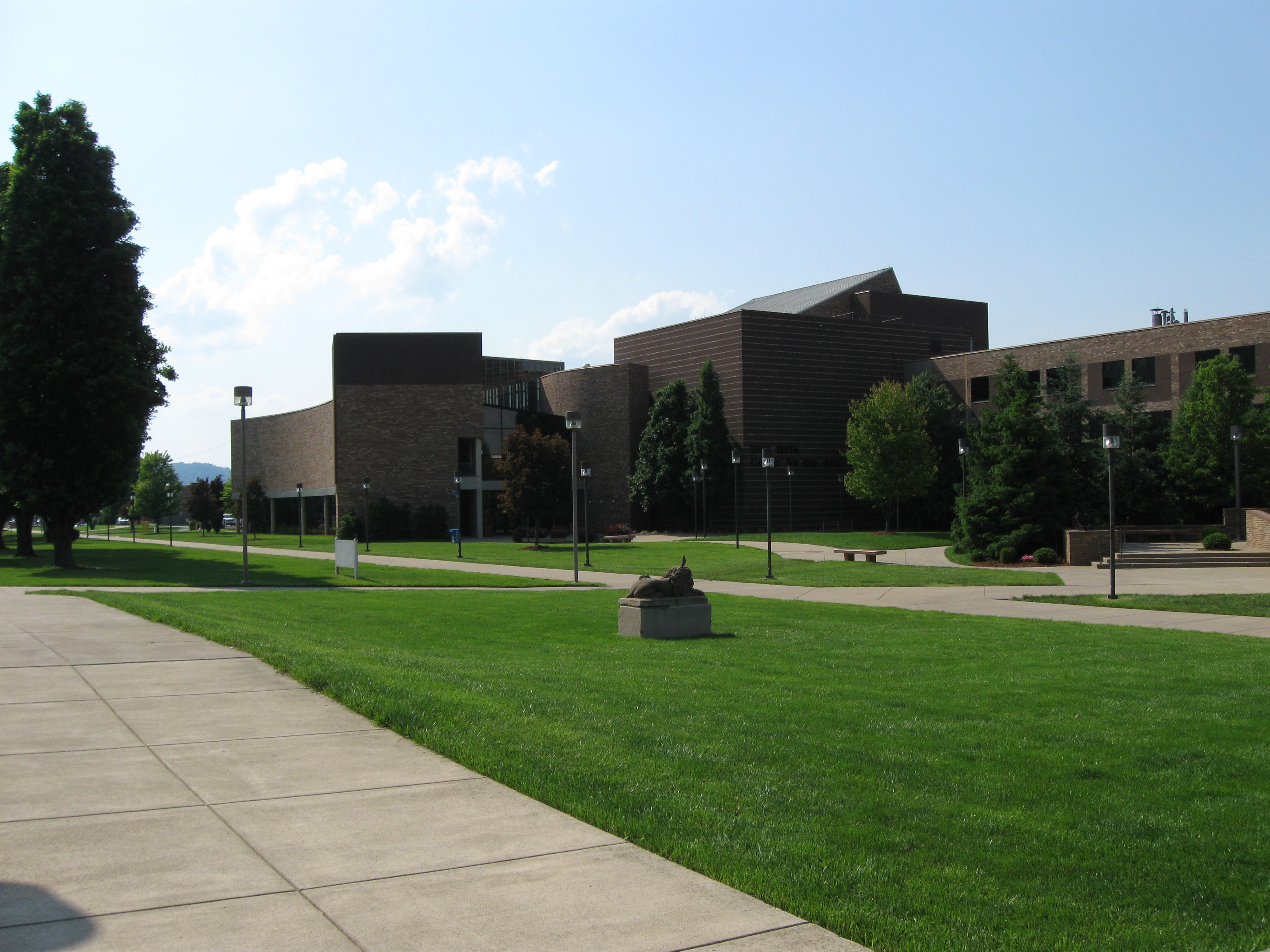
Verne Riffe Center for the Arts

Shawnee State University (SSU) ist eine öffentliche Universität in Portsmouth, Ohio. Shawnee State wurde 1986 gegründet und ist eine Universität ohne besondere Zugangsbeschränkungen. In Ohio ist sie das am südlichsten gelegene Mitglied des Universitätssystems von Ohio.

## Geschichte
Obwohl ihre Wurzeln bis ins Jahr 1945 zurückreichen, als die Ohio University ein akademisches Zentrum in Portsmouth errichtete, wurde die eigentliche Universität erst 1985 gegründet. Das Gründungsgesetz wurde 1986 von Gouverneur Richard Celeste unterzeichnet.
1990 verlieh die Universität ihre ersten Bachelor-Abschlüsse, nachdem sie zwei Jahre zuvor autorisiert worden war, Bachelor-Programme einzurichten. Die Universität hat ihren ersten Masterstudiengang im Jahr 2000 und ihren zweiten Masterstudiengang (den Master of Education) im Jahr 2010 eingerichtet. Es bietet jetzt auch einen Master of Science in Mathematik und einen Master of Occupational Therapy (Ergotherapie) an.

## Lehre

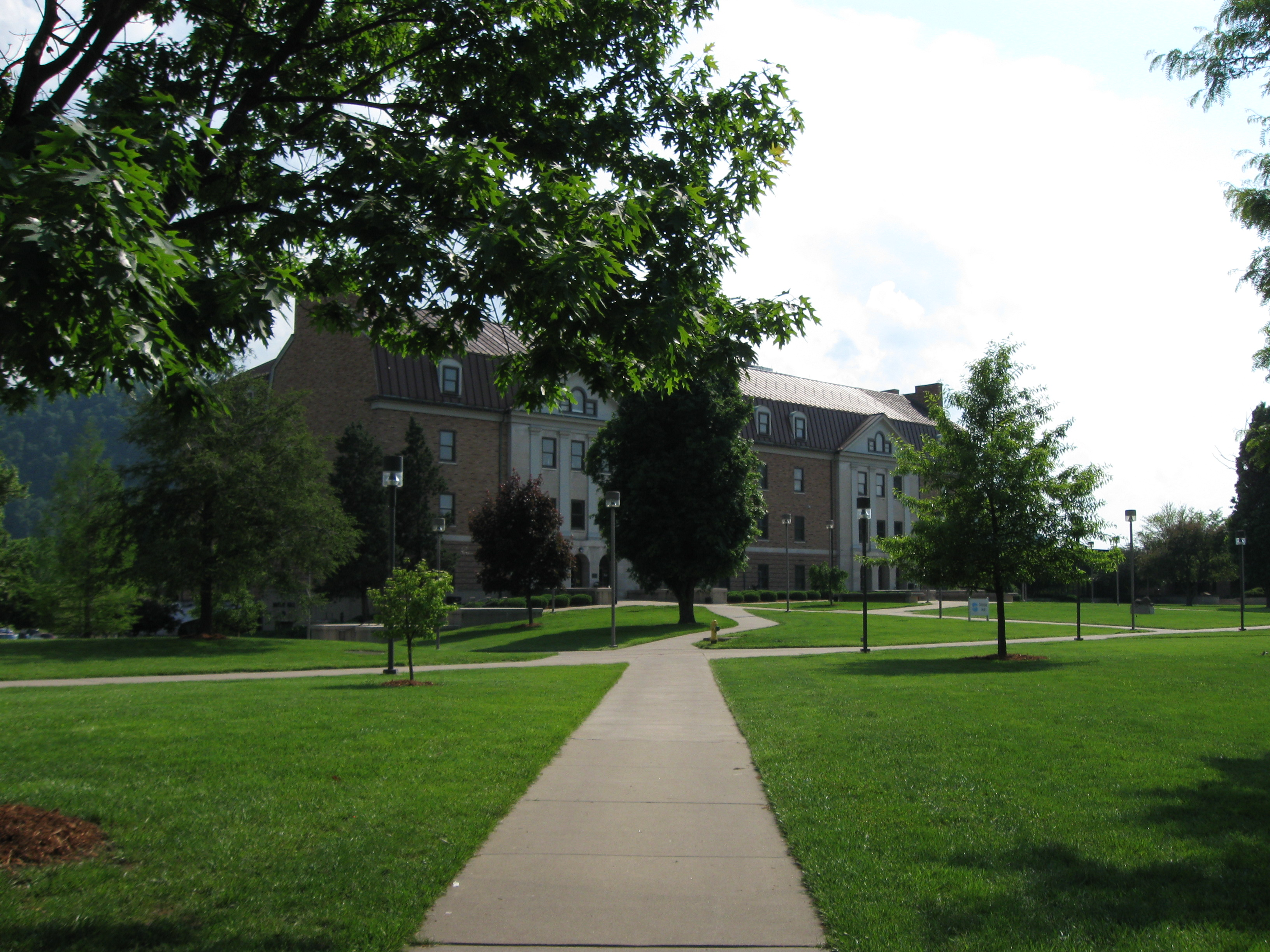
Massie Hall, Blick nach Südwesten

Die Shawnee State University hat mehr als 70 Associate-, Bachelor- und Master-Studiengänge. Die beliebtesten Hauptfächer sind Krankenpflege, Betriebswirtschaftslehre, Soziologie, Frühkindliche Bildung, Bildende Künste, Biologie, Sportwissenschaften und Psychologie. Die Universität bietet ein Honors Programm für herausragende Studierende an. Die Clark Memorial Library der Shawnee State University ist Gründungsmitglied des OhioLINK-Bibliotheksverbundes und bietet Lehrkräften und Studenten Zugang zu 46 Millionen Büchern und Gegenständen.

## Finanzielle Unterstützung der Studierenden
Shawnee State vergibt jährlich mehr als 25 Millionen US-Dollar Finanzhilfe aus verschiedenen Quellen. Stipendien, Zuschüsse, Darlehen und Hilfe bei der Vermittlung von Studentenjobs sind verfügbar. Im Jahr 2018 erhielten 94 % aller SSU-Studenten irgendeine Form von finanzieller Unterstützung.

## Internationale Programme
Die SSU betreibt Austauschprogramme für Studenten und Dozenten mit mehreren ausländischen Institutionen, darunter die Universidad Jaume I (UJI) bei Valencia in Spanien., die Al Akhawayn Universität in Marokko, die Polytechnische Universität Zhejiang in China, und der Pädagogischen Hochschule Ludwigsburg in Deutschland. Die SSU bietet Auslandssemester in Griechenland, Großbritannien, Irland und anderen Ländern an. Einige dieser Programme werden vom Jim and Betty Hodgden Travel Fund finanziert. Etwa 1 % der Studenten an der Shawnee State kommen aus dem Ausland. Die Universität bietet auf dem Campus ein „English as a Second Language Program“ für internationale Studierende an.

## Zusammensetzung der Studierenden
90 % der Studenten studieren in Vollzeit. 12 % der Studenten kommen aus anderen US-Bundesstaaten. 54 % der Studenten sind weiblich. 5 % der Studenten sind afroamerikanisch. 1 % sind Ausländer, 26 % der Studenten leben auf dem Campus. Studenten in Burschenschaften oder Schwesternschaften machen 2 % aus. Das Durchschnittsalter aller Studenten beträgt 22 Jahre. Zwei Studenten gehören dem Kuratorium der Shawnee State University an, dem höchsten Leitungsgremium der Universität. Die Studenten dienen zwei Jahre. Sie werden vom Amt des Gouverneurs für Ernennungen im Bundesstaat Ohio ernannt.

## Einrichtungen

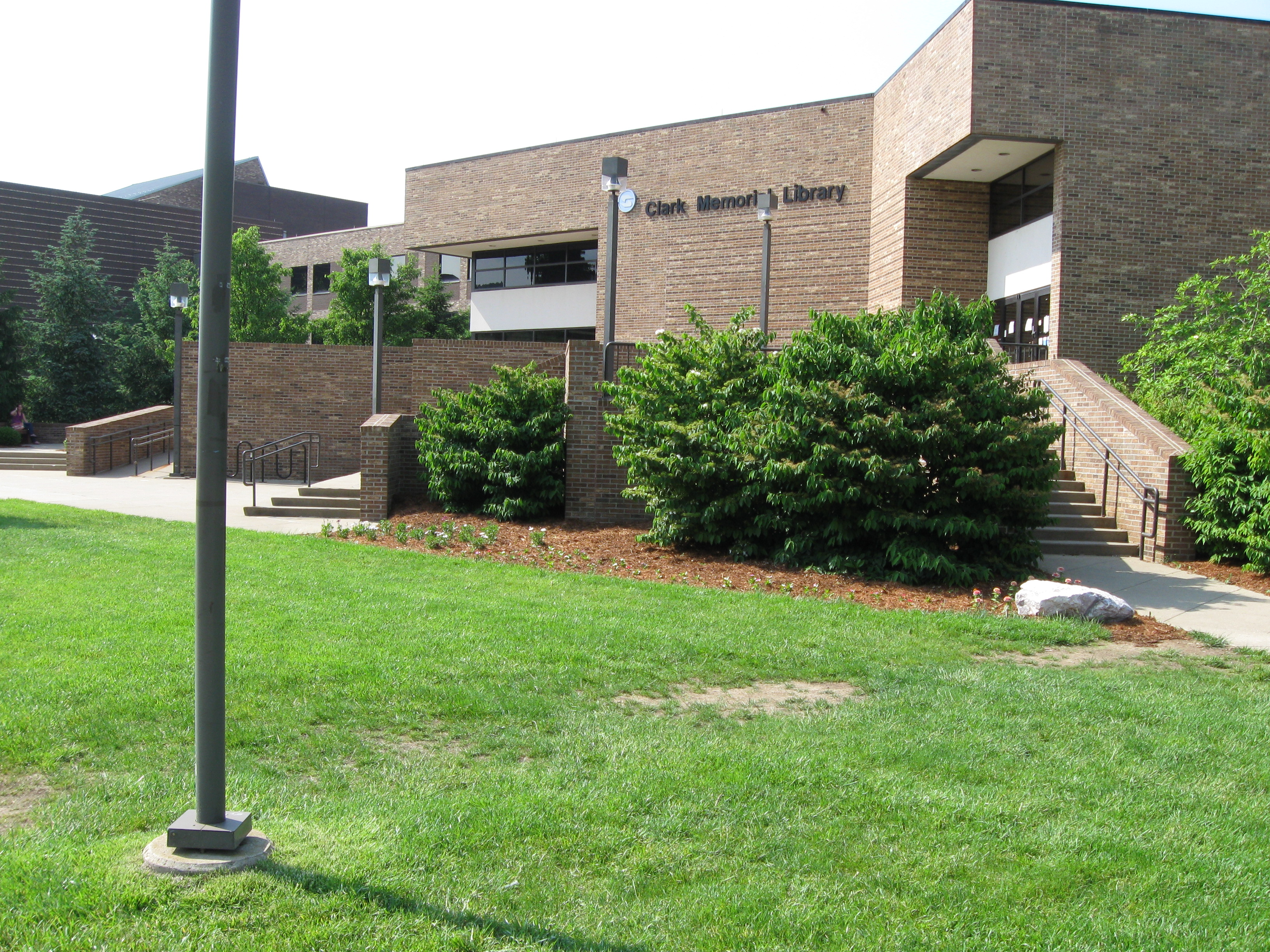
Clark Memorial Bibliothek

Shawnee State, in der Innenstadt von Portsmouth gelegen, umfasst einen Campus von 25 ha. Zu seinen 28 Gebäuden gehören das Vern Riffe Center for the Arts, das Clark Planetarium, das Morris University Center und das James A. Rhodes Athletic Center. Die Universitätsbibliothek wurde 1997 in Clark Memorial Library umbenannt.
Das Clyde W. Clark Planetarium wurde 1998 eröffnet. Das Planetarium zeigt permanent das Viewspace-System des Hubble-Weltraumteleskops. Das Planetarium wurde von Clyde W. Clark gestiftet, nach dem das Planetarium und die Bibliothek benannt sind.

## Studentisches Wohnen

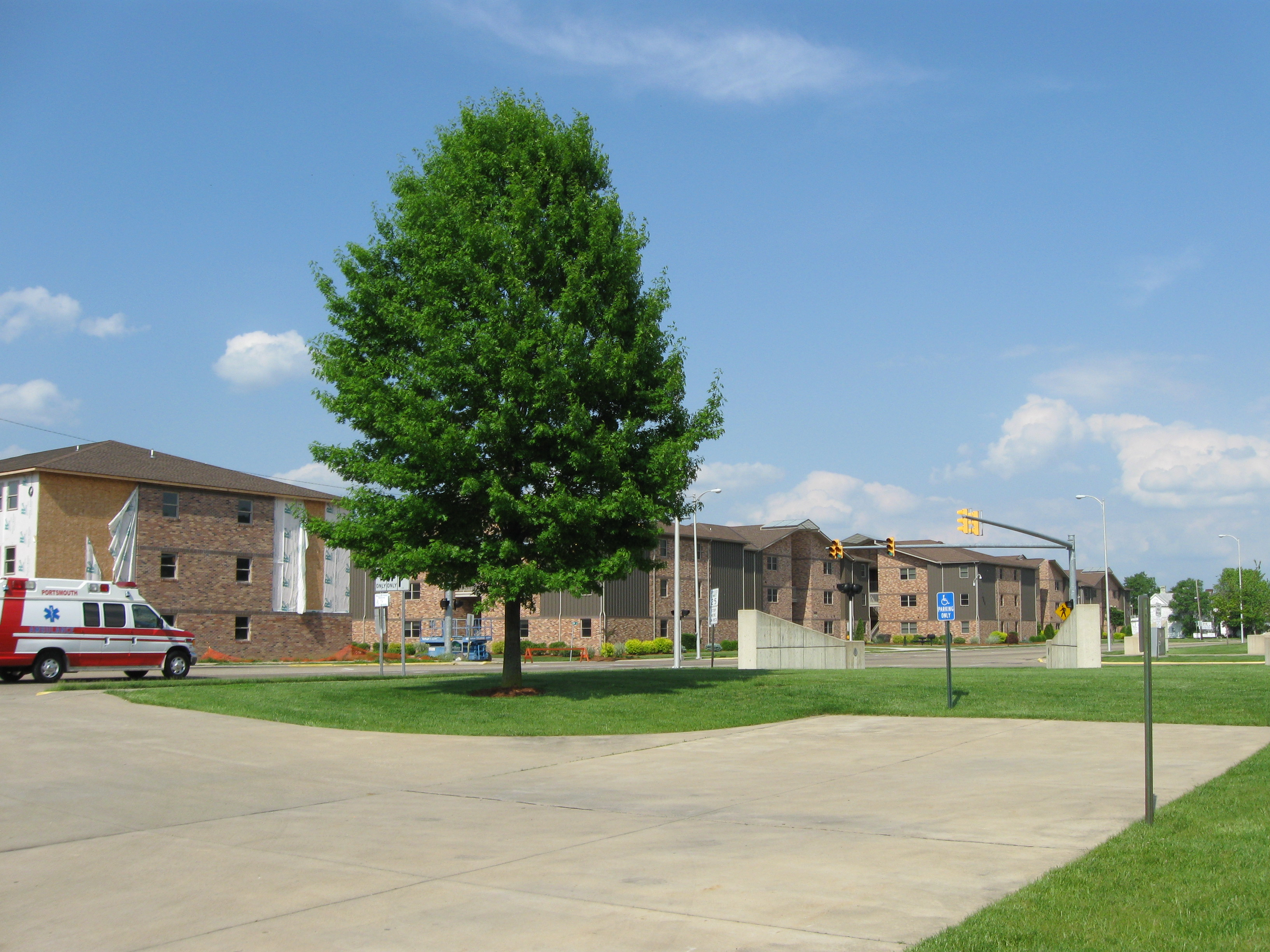
Studentenwohnungen

Die Universität verfügt über Unterkünfte auf dem Campus für 934 Studenten. Alle Studienanfänger unter einem Alter von 24 Jahren und einem Fahrtweg von mehr als 25 Meilen müssen in Universitätsunterkünften leben, sofern sie nicht verheiratet, selber schon Eltern oder Veteranen der Streitkräfte sind.

## Sportarten
Die Teams der Shawnee State University, genannt The Bears, sind Teil der National Association of Intercollegiate Athletics (NAIA), die hauptsächlich an der Mid-South Conference teilnehmen. Das Team nahm zuvor von 1991–92 bis 2009–10 an der American Mideast Conference teil. Zu den Sportarten der Männer gehören Baseball, Basketball, Langlauf, Golf, Fußball und Leichtathletik; zu den Frauensportarten gehören Basketball, Langlauf, Fußball, Softball, Tennis, Leichtathletik und Volleyball.

## Organisationen
Shawnee State hat zwei Schwesternschaften auf dem Campus, Theta Phi Alpha und Delta Phi Epsilon, sowie zwei Burschenschaften, Tau Kappa Epsilon und Phi Mu Delta. Zu den Clubs auf dem Campus gehören Art Club, Chemistry Club, Fantanime, Geology Club, History Club, International Game Developer's Association (IGDA), Political Science Club, Pre-Med Club und Sexuality and Gender Acceptance (SAGA) und eine internationale Gruppe, die Other World Society.

## Bekannte Alumni
- Candice Cassidy – Playboy Playmate des Monats Juni 2009, Alumna (BS, Psychologie)
- Ted Strickland – ehemaliger Gouverneur von Ohio und Mitglied des US-Repräsentantenhauses, diente als Assistenzprofessor an der Universität, bevor er in die Politik eintrat[33]
- Lavanya Vemsani – Professor für Geschichte und Religionswissenschaft,.[34] Autor und Vizepräsident der Ohio Academy of History[35]
- Cole DeMint – Gewinner der Legend Car Series 2015 & 2016